# Batalla de Manchuria
La Operación Tormenta de Agosto o la Batalla de Manchuria comenzó el 8 de agosto de 1945, con la invasión soviética del Estado títere japonés de Manchukuo; la invasión más grande abarcaba el vecino Mengjiang, así como el norte de Corea, el sur de la isla de Sajalín y las islas Kuriles. Marcó la primera y única acción militar de la Unión Soviética contra el Imperio del Japón durante la Segunda Guerra Mundial, sin contar las acciones realizadas en el conflicto ruso-japonés de Manchuria.
La invasión comenzó dos días después del lanzamiento de la primera bomba atómica sobre Hiroshima por los Estados Unidos y un día antes del lanzamiento de la segunda bomba atómica sobre Nagasaki. Esta invasión fue producto de la conferencia de Yalta, donde Stalin había aceptado las peticiones de los Aliados para romper el Pacto de Neutralidad con Japón y entrar en el Teatro del Pacífico de la Segunda Guerra Mundial en los tres meses posteriores a la rendición de la Alemania Nazi y con ello el fin de la guerra en Europa.

## Antecedentes
Después de la humillante e inesperada derrota japonesa en la batalla de Jaljin Gol en el verano de 1939 a manos de tropas soviéticas, el Imperio de Japón renunció a cualquier intento de expandirse hacia Mongolia y Siberia, abandonando la doctrina del Hokushin-ron o "Camino del norte" que promovía el expansionismo japonés hacia las regiones septentrionales de Asia bajo control o influencia de la URSS; esto quedó expresado en el Pacto de Neutralidad firmado dos años después por Japón y la Unión Soviética y que debía durar cinco años. 
Por esta razón, el Tercer Reich no pudo contar con el apoyo japonés en la invasión de la Unión Soviética en 1941. Peor aún, el espía Richard Sorge, alemán infiltrado como periodista en Tokio pero al servicio de la URSS, alertó al Stavka soviético que los militares japoneses no planeaban atacar a la Unión Soviética, y gracias a esta información el general Georgi Zhúkov pudo retirar tropas del Lejano Oriente ruso y trasladarlas a Moscú, que estaba siendo atacada por la Alemania nazi (véase Batalla de Moscú).
El Ejército Rojo estuvo ocupado combatiendo a la Wehrmacht alemana así como a las demás tropas de otras potencias del eje entre 1941 y 1945, y durante este tiempo Stalin rechazó la idea de abrir el "Frente del Lejano Oriente" debido a la cantidad de bajas sufridas en el oeste. Finalmente, en la Conferencia de Yalta en 1945, Stalin acordó, con el Presidente estadounidense Franklin Roosevelt y el Primer ministro británico Winston Churchill, que la Unión Soviética entraría en guerra con Japón tres meses después de la derrota alemana en Europa. Inicialmente, Stalin solicitó ocupar la isla de Sajalín y las Kuriles, no obstante, después solicitó mayores privilegios en Manchuria, ya que de lo contrario, según sus propias palabras: «sería muy difícil para mí y Molotov explicarle al pueblo soviético por qué Rusia estaba entrando a la guerra con Japón». La cuestión de Corea no fue definida claramente en esta conferencia.

## Fuerzas en combate

### Fuerzas soviéticas
Dispuesto a cumplir su palabra, Stalin colocó al mariscal Aleksandr Vasilevsky a cargo de tres Frentes soviéticos (Grupos de Ejércitos), que deberían rodear Manchuria y aniquilar al Ejército Guandong apostado allí. La planificación se inició en abril, y se empezaron a movilizar distintas unidades ubicadas en Europa a 10 000 km al este. Si bien la mayoría de la reorganización de las unidades se realizó entre mayo y julio, al iniciarse la campaña, continuaban llegando tropas desde Europa. Entre mayo y agosto el Stavka (alto mando soviético) había enviado al Lejano Oriente a más de 400.000 hombres, 7137 cañones y morteros, 2119 tanques y cañones autopropulsados, etc., que se unieron a las fuerzas que ya destacadas en la zona.
- Frente Transbaikálico: comandado por el mariscal Rodión Malinovski, debía tomar Mengjiang y la parte occidental de Manchukuo. Sus ejércitos, unos 654.040 hombres, eran los siguientes:[1]

- 17.º Ejército, comandante teniente general Alekséi Danilov
- 36.º Ejército, comandante Aleksandr Luchinski
- 39.º Ejército (proveniente de la batalla de Königsberg)
- 53.º Ejército (proveniente de la batalla de Praga)
- 6.º Ejército de Tanques de la Guardia (proveniente de la batalla de Praga)
- Grupo de Caballería Mecanizada de Mongolia, comandanteː coronel general Issá Plíyev
- 12.º Fuerza Aérea - comandanteː mariscal del aire Serguéi Judiakov

- 2.º Frente del Lejano Oriente: comandado por el general Maksim Purkayev, debía tomar la parte norte de Manchukuo. Sus ejércitos, unos 337.096 hombres, eran los siguientes:[1]

- 2.º Ejército Bandera Roja.
- 15.º Ejército
- 16.º Ejército (Reserva), el LVI Cuerpo de fusileros participó en la toma de la isla de Sajalín
- 10.º Fuerza Aérea, comandanteː coronel general de aviación Pável Fedorovich Zhigarev.
- Grupo Operacional Kuriles

- 1.er Frente del Lejano Oriente: comandado por el mariscal Kirill Meretskov, debía tomar la parte oriental de Manchukuo. Sus ejércitos, unos 586.589 hombres, eran los siguientes:[1]

- 1.er Ejército Bandera Roja. - comandanteː Coronel General Afanasi Beloborodov;
- 5.º Ejército de Guardias (proveniente de la batalla de Königsberg)
- 25.º Ejército - Comandanteː Coronel General Iván Chistiakov
- 35.º Ejército
- X Cuerpo Mecanizado
- Grupo Operacional Chuguevsk
- 9.º Fuerza Aérea
- Flotilla del Amur

En total se contabilizaban unas 80 divisiones del Ejército Rojo. De los 5.000 carros de combate que poseían, unos 3.700 eran los famosos T-34s. Un tercio de los 1.577.225 hombres apostados fueron utilizados para servicios o soporte. El arma de artillería estaba compuesta por 26.137 piezas de artillería pesada y 1.852 de artillería ligera. La Fuerza Aérea Soviética contó en esta contienda con 5.368 aviones. Entre las fuerzas navales de la Armada Soviética se contaban con la Flota del Pacífico (cerca de 165.000 hombres, 416 barcos -incluyendo dos cruceros, un líder, 12 destructores-, 78 submarinos, 1382 aviones de combate y 2550 cañones y morteros), al mando del almirante Ivan Yumáshev, y con la Flotilla del río Amur (12.500 hombres, 126 vehículos anfibios, 68 aviones de combate, 199 cañones y morteros), al mando del contralmirante Neon V. Antonov. La frontera terrestre de la Unión Soviética estaba cubierta por 21 áreas fortificadas, así como con las tropas fronterizas de Primorie, Jabárovsk y los distritos fronterizos de Transbaikalia. El comandante en jefe de las tropas soviéticas en el Lejano Oriente era el mariscal Alexander Vasilevski y el jefe de las tropas mongoles era el mariscal Horloogiyn Choybalsan. Las acciones de la Armada y de la Fuerza Aérea las coordinaban el almirante Nikolai Gerásimovich Kuznetsov y el Mariscal Jefe del Aire Alexandr Nóvikov. No obstante, el factor más importante era la experiencia de los oficiales, obtenida durante la Gran Guerra Patria.
Los nipones se dieron cuenta de la llegada de tropas, y ni siquiera el hecho de que los altos oficiales soviéticos se vistieran como suboficiales logró engañar al enemigo. No obstante, los japoneses subestimaron la amenaza, y algunos estrategas sugirieron que el ataque se realizaría en la primavera de 1946.

### Fuerzas japonesas
La fuerza que se opondría al Ejército Rojo sería el Ejército Guandong, acostumbrado a victorias fáciles contra el Ejército Nacional Revolucionario de China, aunque prevenido por la derrota ante los soviéticos en 1939. Las derrotas niponas en otros frentes (Birmania, Filipinas), habían motivado desde fines de 1944 el traslado de veteranos desde Manchuria, y los reemplazos japoneses enviados a dicha zona solían ser conscriptos, reservistas o tropas de calidad inferior, sin o poca experiencia en combate, puesto que sus mejores hombres se encontraban combatiendo en el Pacífico tratando de frenar el imparable avance de las fuerzas de Estados Unidos quienes se encontraban a pocos kilómetros de las principales islas de Japón. El general Otsuzo Yamada comandaba este ejército, que se encontraba distribuido en un amplio territorio, unos 1,5 millones de km², aunque las principales unidades se encontraban en el centro de Manchuria y Corea. El general Yamada estaba a cargo de dos Ejércitos de Área (Grupo de Ejércitos) y un Ejército independiente, aunque luego recibió un Ejército y un Ejército de Área.
Fuerzas Iniciales:
- 1.er Ejército de Área: comandado por el general Seiichi Kita. Sus ejércitos eran los siguientes:[1]

- 3.º Ejército Japonés: 3 divisiones de infantería.
- 5.º Ejército Japonés: 3 divisiones.

En total, el general Kita contaba con 10 divisiones de infantería y una brigada mixta. Sus efectivos llegaban a 222.157 hombres, y era responsable del este de Manchukuo.
- 3.º Ejército de Área: comandado por el general Jun Ushiroku. Sus ejércitos eran los siguientes:

- 30.º Ejército Japonés: 4 divisiones de infantería, una brigada mixta y una brigada de tanques.
- 44.º Ejército Japonés: 3 divisiones de infantería, una brigada mixta y una brigada de tanques.

En total, el general Ushiroku contaba con 8 divisiones de infantería, 4 brigadas mixtas, y dos brigadas de tanques. Sus efectivos llegaban a 180.971 hombres, y era responsable del centro y oeste de Manchukuo.
- 4.º Ejército: comandado por el teniente general Mikio Uemura, era responsable del norte y del noroeste de Manchukuo. Contaba con tres divisiones de infantería y cuatro brigadas mixtas. En total, comandaba 95.464 efectivos.

Fuerzas adicionales: (asignadas después del inicio de las hostilidades)
- 17.º Ejército de Área: consistía en siete divisiones de infantería y dos brigadas mixtas.
- 34.º Ejército: consistía en dos divisiones de infantería, unos 50.104 hombres.

Manchuria era muy importante para el esfuerzo bélico japonés, ya que contaba con la mayor concentración de industrias niponas fuera de Japón, además que el territorio manchuriano era mucho más difícil de alcanzar por los bombardeos estadounidenses. Dándose cuenta de la baja calidad del otrora excelente Ejército Guandong, el estado mayor japonés ordenó que en caso de un ataque soviético se debían mantener las fronteras de Manchukuo con pocas tropas, mientras que el grueso de las fuerzas japonesas se retirarían a las zonas más industrializadas del centro y la frontera de Corea. No obstante, estas órdenes llegaron muy tarde, y para agosto de 1945, no se ejecutaron.

## Estrategia
Después de los desastres soviéticos de la operación Barbarroja y la guerra de Invierno, el pensamiento estratégico soviético evolucionó rápidamente. La errónea idea de responder a un ataque con un contraataque sin considerar la capacidad enemiga o la posición real de sus tropas, así como la idea de dirigir una ofensiva exitosa sin restricciones, fue erradicada poco a poco. En efecto, en Kursk, los soviéticos respondieron a la ofensiva alemana con una intrincada defensa y, luego, cuando el enemigo se agotó, respondieron con dos contraataques (operación Kutúzov y operación Rumiántsev), que fueron limitados para no sobreextender los flancos.
En efecto, los generales soviéticos habían aprendido de sus errores y ahora mostraban más iniciativa. Finalmente, en la operación Bagratión y en la ofensiva del Vístula-Óder, los oficiales soviéticos parecieron haber entendido plenamente el concepto de la batalla profunda soviética atribuida al mariscal Mijaíl Tujachevski. La coordinación de todas las fuerzas armadas en un campo de batalla más amplio demostró la madurez militar soviética. En Manchuria, esta madurez sería puesta a prueba al máximo, en un terreno dificultoso y muy diverso. Siguiendo las teorías soviéticas de aquella época, que estipulaban que la victoria solamente podía conseguirse a través de una ofensiva, los estrategas soviéticos tuvieron que planificar una ofensiva amplia, rápida y adaptada a la diversidad geográfica del territorio. Se consideró necesario que se utilizaran todas las fuerzas posibles, dejando solo pequeñas reservas para repeler contraataques del enemigo. Para lograr sus objetivos, la concepción simple del ataque soviético se valía de la sorpresa y de crear confusión; además, los generales debían asegurarse la iniciativa, y, en caso de que la intención de su ataque fuera descubierta, improvisar otra estrategia, con el objetivo de mantener al enemigo siempre en guardia.
En Manchuria se incrementó la importancia de la infantería como unidad básica de ataque. Se consideró que la artillería, los tanques y los aviones solamente fueran utilizados para compensar la pérdida de infantería y para facilitar su avance. Se recomendó a los tanques que solo atacaran a la infantería enemiga y que evitaran la confrontación directa: serían la artillería y a las armas antitanque las encargadas de destruir los vehículos enemigos. No obstante, como parte de la iniciativa mostrada por los oficiales, los tanques soviéticos sí aceptaron el enfrentamiento, pero solamente cuando contaban con una superioridad numérica aplastante. Conscientes de que una gran fuerza de tanques podría acabar con formaciones de infantería atacándolas por los flancos y que podían asaltar posiciones fortificadas, asistiendo a ingenieros, el alto mando prohibió segmentar las unidades pequeñas de tanques, así como los cuerpos mecanizados.
La estrategia seleccionada fue el doble cerco. El Frente de Transbaikal (bloque T en el mapa) atacaría desde el oeste de Manchuria, mientras que el 1.er Frente del Lejano Oriente atacaría desde el este. Estos Frentes soviéticos convergerían entre Mukden y Harbin. El 2.º Frente del Lejano Oriente brindaría apoyo a los dos ataques principales atacando desde el norte de Manchuria y enlazando con el grueso de los ejércitos en Harbin. Las operaciones de invasión del sur de la isla de Sajalín y las islas Kuriles quedarían sujetas al progreso de la ofensiva terrestre.
El Frente soviético más poderoso, el Frente de Transbaikal, debía avanzar por el sur y evitar en lo posible a las fortificaciones japonesas. No podía retrasarse, ya que se le había exigido un avance de 33 km por día a las unidades mixtas y de 70 km a las unidades blindadas, entre las que destacaba el 6.º Ejército de Tanques de la Guardia. La operación implicaba múltiples riesgos, ya que no podía sufrir retrasos, y lo mismo puede decirse de las líneas de suministros, que deberían moverse igual de rápido.
El 1.er Frente del Lejano Oriente se enfrentaba a las mayores defensas niponas; no obstante, contaba con grandes recursos y sus líneas de suministros no se extenderían tanto como las del Frente de Transbaikal, ya que su punto de partida estaba cerca de Vladivostok. Al 25.º Ejército se le encargó la crítica misión de cortar la ruta de escape japonés a Corea. A pesar de la alta densidad enemiga en la región, a este Frente se le exigió que avanzara 10 km al día, siendo su primer objetivo Mudanjiang. Después de que el Frente de Transbaikal y 1.er Frente del Lejano Oriente se encontrasen en el área de Changchun, juntos avanzarían hacia Port Arthur, para acabar con la resistencia japonesa restante. El 1.er Frente del Lejano Oriente debería encargarse del 4.º Ejército Japonés, desplegado en el norte de Manchuria, y debería evitar que este se retirase para asistir al grueso de las fuerzas niponas al sur.
El doble cerco de la operación Tormenta de Agosto se proponía destruir las tropas niponas en Manchuria, cortar los enlaces terrestres con Corea y con el resto de China y obligar a las aisladas fuerzas japonesas a mantenerse a la defensiva.

## Campaña
La operación se ejecutó sobre un extenso territorio, mayor al de Europa Occidental.

### Oeste y noroeste de Manchuria
Diez minutos antes del 8 de agosto, el Frente de Transbaikal cruzó la frontera con Manchuria y Mongolia Interior. A excepción de los ejércitos 36.º y 39.º, las fuerzas soviéticas no encontraron resistencia y recorrieron entre setenta y ciento cincuenta kilómetros el primer día. El 36.º Ejército abrió brecha en las líneas de defensa japonesas y se dirigió a Hailar, adonde llegó el 9 de agosto, y que conquistó en parte. El 39.º Ejército esquivó las posiciones fuertes japoneses, dirigiéndose al sur, ya que se planeó cortar la línea férrea de suministros y aislar a los atrincherados japoneses. El 6.º Ejército de Tanques de la Guardia llegó a las faldas de las montañas del Gran Khingan el primer día, adelantándose a lo previsto.
El 10 de agosto el 53.º Ejército recibió la orden de cruzar la frontera desde Mongolia, con el objetivo de explotar la victoria conseguida por el 6.º Ejército de Tanques de la Guardia, aunque esta unidad estaba muy distante. Dándose cuenta de la inutilidad en defender las fronteras, el general Yamada ordenó la retirada general y la construcción de una nueva línea defensiva. El general Ushiroku, jefe del 3.º Ejército de Área, emitió otra orden que contradecía a la de Yamada, ya que exigía que se defendieran las regiones al norte y sur de Mukden, con el objetivo de proteger a la población nipona. Estas órdenes solamente causaron más confusión en unas tropas que se retiraban rápidamente.
En la noche del 9 de agosto, después de haber esperado en vano la respuesta japonesa, el comandante del 6.º Ejército de Tanques de la Guardia ordenó el inicio del arduo cruce por las montañas del Gran Khingan, ya que las unidades que le seguían ya estaban llegando a la cadena montañosa en otros puntos. Después de detenerse un rato para sacar de la vanguardia al IX Cuerpo Mecanizado y colocar en su lugar al V Cuerpo de Tanques de la Guardia, se continuó la marcha. El IX Cuerpo Mecanizado presentó problemas de abastecimiento de combustible, ya que utilizaba tanques estadounidenses Sherman, de mayor consumo que los T-34 que utilizaba el V Cuerpo de Tanques de la Guardia. En la madrugada del 11 de agosto, los dos cuerpos acorazados de vanguardia del 6.º Ejército de Tanques de la Guardia cruzaron el paso del Gran Khingan, y entraron a la gran llanura de Manchuria, territorio más favorable para los tanques. Ese día el V Cuerpo de Tanques de la Guardia llegó a Lupei, sin haber entablado combate. Después de avanzar trescientos cincuenta kilómetros, los tanques se encontraron con problemas de suministro, ya que el avance había sido demasiado rápido. Se empezó a despachar combustible por aire entonces, pero los días 12 y 13 fueron improductivos.
Para el cuarto día desde el principio de las operaciones, las fuerzas del Frente de Transkaibal habían alcanzado los objetivos planificados para el quinto, sin encontrar oposición seria, salvo en la toma de Hailar, que se alargó hasta el 18 de agosto. Contrariado por los desastres de Hiroshima y Manchuria, el emperador de Japón emitió una orden de alto de fuego el 14 de agosto, que no fue transmitida por el general Yamada al frente, razón por la cual los soviéticos continuaron la ofensiva. Para el 14 de agosto, todos los ejércitos soviéticos habían franqueado ya las montañas del Gran Khingan y el mariscal Malinovsky ordenó la conquista de Kalgan, Chihfeng, Mukden, Changchun, y Qiqihar antes del 23 de agosto.
El 18 de agosto, el Grupo de Caballería Mecanizada Mongola llegó a Kalgan, y después de capturar la ciudad, cruzó la Gran Muralla china y se encaminó a Pekín, entregando de camino equipo enemigo capturado al 8.º Ejército de Ruta del Partido Comunista Chino, que estaba en guerra con la República de China. Ese mismo día, las tropas del 17.º Ejército soviético, agobiadas por el calor, alcanzaron finalmente la costa del mar de Bohai.
El 21 de agosto, el 6.º Ejército de Tanques de la Guardia ocupó Changchun y Mukden, aunque tropas aerotransportadas habían llegado a las ciudades dos días antes. Debido a la escasez de combustible, se decidió que las tropas que participarían en la toma de Port Arthur se trasladarían por tren.

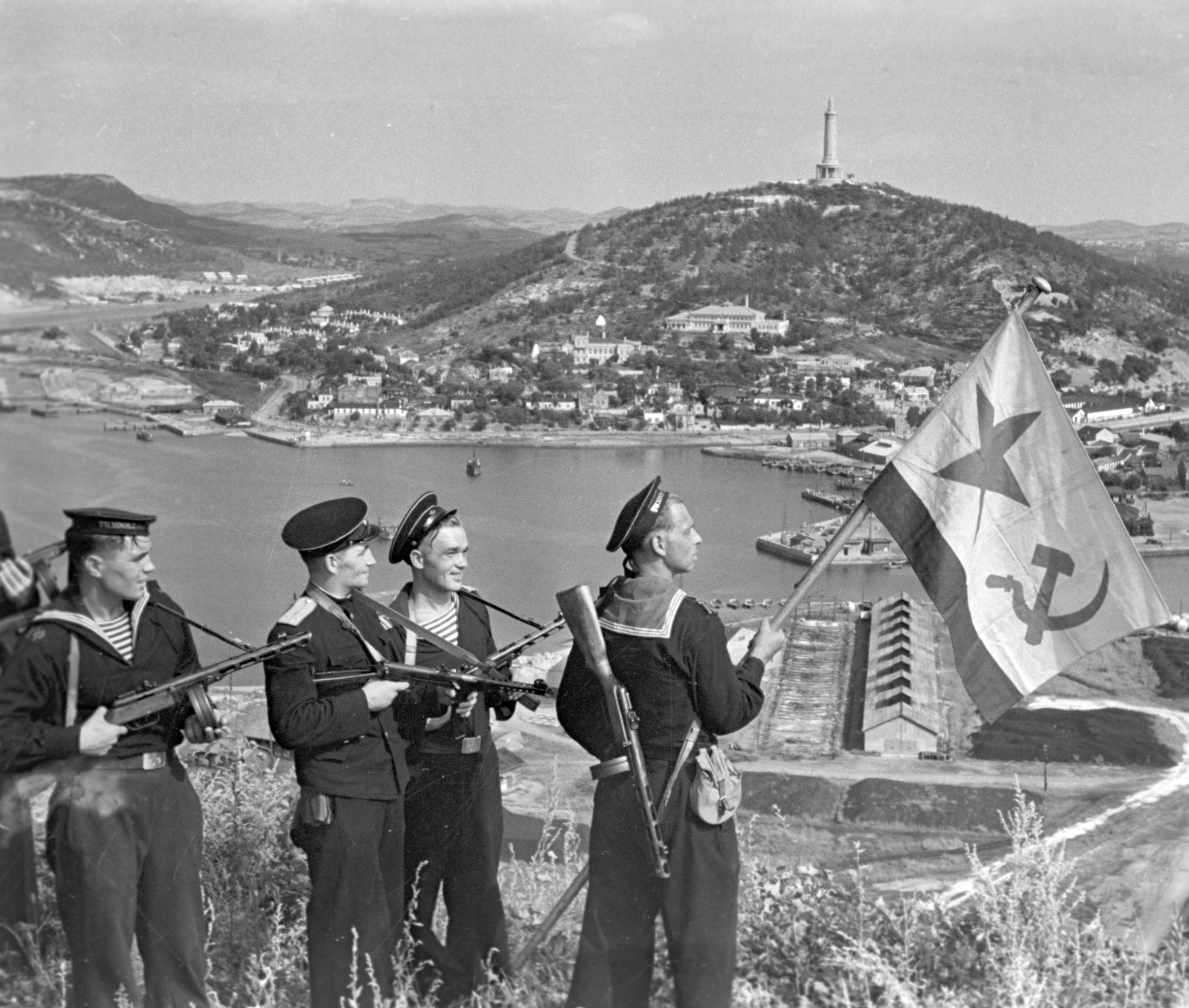
Marineros soviéticos izan la bandera de la Armada Soviética tras tomar Port Arthur.

Después la resistencia japonesa disminuyó apreciablemente y se consideró la campaña finalizada. El hecho de que los soviéticos atravesasen las montañas del Gran Khingan sin estorbo fue un grave error de los generales japoneses. La falta de coordinación entre ellos también contribuyó al rápido hundimiento del frente. Los japoneses entregaron el oeste de Manchuria con mucha facilidad, sin ofrecer resistencia, al contrario de lo sucedido en Hailar. Los posteriores problemas de abastecimiento soviéticos no fueron aprovechados por el enemigo, incluso cuando el 6.º Ejército de Tanques de la Guardia se mantuvo inactivo casi dos días.

### Este de Manchuria
La tarea del 1.er Frente del Lejano Oriente era más compleja. A 80 km al oeste de la frontera con la Unión Soviética, los japoneses habían construido una serie de grandes y complejas fortalezas, y habían dejado tropas de avanzada en la frontera. El sector fronterizo defendido por el 1.er Ejército de Área era más corto que los de las demás unidades, e iba desde el norte del lago Janka al mar de Japón. Los planificadores soviéticos decidieron cruzar la línea defensiva enemiga en las zonas más débiles, que los japoneses creían imposibles de atravesar por grandes unidades, y aislar las fortificaciones defensivas. El grueso de las fuerzas soviéticas continuaría avanzando al oeste, para prevenir la formación de una nueva línea defensiva japonesa.
El ataque soviético empezó la medianoche del 8 de agosto, y al igual que en el Frente de Transbaikal, en este los soviéticos tampoco emplearon la artillería contra las defensas fronterizas. Una tormenta repentina empapó a los atacantes, y la lluvia no cesó hasta la madrugada del 9 de agosto. No obstante, la lluvia hizo creer a los japoneses que los soviéticos no atacarían en esas condiciones, por lo que muchos guardias de fronteras fueron sorprendidos por el enemigo.
El 5.º Ejército, en vanguardia, verificó un ataque de dos fases. En la primera, sus fuerzas cruzaron la región fortificada de Volynsk, dejando aislados a los defensores nipones; en la segunda, que duró tres días, zapadores y unidades de artillería autopropulsada participaron en la eliminación de los núcleos cercados en la primera. Para la noche del 9 de agosto, el 5.º Ejército había abierto una brecha de treinta y cinco kilómetros en las líneas defensivas japonesas, y había penetrado entre dieciséis y veintidós en territorio enemigo.
Mientras tanto, en el flanco derecho del 5.º Ejército, el 1.er Ejército de la Bandera Roja se abría paso a través de un espeso bosque de doce kilómetros de longitud. Delante de los tanques de este ejército avanzaban tres divisiones de tiradores, que abrían caminos en el bosque para los tanques. El mediodía del 10 de agosto, las unidades soviéticas salieron del bosque y empezaron a moverse mucho más velozmente. Los japoneses entregaron Linkou casi sin defenderla y se replegaron a posiciones defensivas previamente preparadas al norte y noroeste de Mudanjiang.
Enfrente del lago Janka, el 35.º Ejército repitió las mismas tácticas de toma de zonas fortificadas que habían empleado otras unidades. En efecto, avanzando por terreno pantanoso e inundado, sus soldados aislaron las fortalezas japonesas y cruzaron los ríos que se interponían en su camino, intentando no reducir el ritmo de marcha. Cuando los japoneses se percataron que era inútil defender su sección de la frontera, se retiraron a Mudanjiang. Después del 13 de agosto, la resistencia japonesa en la zona casi desapareció.
En vista del rápido avance soviético, mayor al previsto, se ordenó al 5.º Ejército que adelantara la fecha conquista de todos sus objetivos. Presionado, el jefe de este ejército envió a la 76.º Brigada de Tanques a la vanguardia, mientras que el resto de las fuerzas la siguieron en  columna. Hasta la mañana del 12 de agosto, esta unidad de vanguardia no encontró fuerte resistencia; recibió entonces refuerzos desde la retaguardia y contó con el apoyo de la artillería, que bombardeó las posiciones enemigas. Después de abrir una brecha de tan solo cuatro kilómetros en la línea nipona, los soviéticos siguieron avanzando, en dirección a Mudanjiang. Dándose cuenta de los planes enemigos, los japoneses se retiraron a la ciudad, donde improvisaron un perímetro defensivo.
En la noche del 13 de agosto, unidades del 5.º Ejército alcanzaron las primeras fortificaciones de Mudanjiang. Al día siguiente, unidades del 1.er Ejército de la Bandera Roja se acercaron desde el norte. La ciudad era clave, ya que era el centro de comunicaciones del este de Manchuria y la sede del cuartel general del 1.er Ejército de Área japonés.
La batalla de Mudanjiang duró casi dos días, y el 1.er Ejército de la Bandera Roja realizó casi todo el asalto, ya que el 5.º Ejército se limitó a colaborar en las operaciones menores. Durante la batalla, varias divisiones de infantería niponas fueron casi aniquiladas. Al concluir la batalla, el 5.º Ejército se dirigió al suroeste, mientras que el 1.er Ejército de la Bandera Roja se encaminó a Harbin, al noroeste. El 18 de agosto se anunció la capitulación japonesa, y todas las unidades soviéticas interrumpieron temporalmente sus operaciones y se prepararon para recibir la capitulación de las unidades japonesas. El 20 de agosto, en Harbin, unidades del 1.er Frente del Lejano Oriente se encontraron con unidades del 2.º Frente del Lejano Oriente.
Mientras tanto, en el sur, el 25.º Ejército del 1.er Frente del Lejano Oriente no encontró seria resistencia en su avance a Tungning, desde donde cortaría la retirada japonesa a Corea. Debido a que los japoneses esperaban el avance enemigo por aquella sección, el 25.º Ejército emprendió la marcha casi veinticuatro horas después que el resto de los ejércitos, en un intento de sorprender al enemigo. La oscura noche y la fuerte lluvia relajó a los guardias nipones, y el 10 de agosto, unidades del 25.º Ejército entraron a Tungning.
En este punto, el mariscal Meretskov consideró que, aunque todos sus ejércitos habían ganado las batallas fronterizas, el frente del 25.º Ejército era el más favorable para una ruptura definitiva del frente. Por lo tanto, ordenó a tres cuerpos de ejército, uno de ellos acorazado, que atacasen en ese sector. Los tanques tuvieron que avanzar lentamente, a lo largo de la única carretera local, mientras que cuerpos de ingenieros los precedían limpiando el camino de minas terrestres. Pese a que el cuello de botella que se formó dejó a los soviéticos en una situación vulnerable, los nipones no aprovecharon esta ventaja pasajera para detener la nueva acometida enemiga. Para el 16 de agosto, las ciudades norteñas coreanas de Unggi, Najin y Ch'ŏngjin habían caído ante los soviéticos, y las operaciones en Corea finalizaron.
El 19 de agosto, la capitulación japonesa fue radiada a todas las unidades en Manchuria, que empezaron a rendirse individualmentea partir de ese día. El 20 de agosto, soldados soviéticos aterrizaron en aéreodromos en Harbin y Jilin para recibir las rendiciones de sus guarniciones. El 25.º Ejército continuó entonces su avance por Corea y, a finales de agosto, alcanzó el paralelo 38.º, que era la frontera acordada por los estadounidenses y los soviéticos, el lugar en el que detendrían la marcha de sus ejércitos. Las últimas posiciones  principales japonesas fueron neutralizadas el 25 de agosto, aunque algunas unidades niponas, que habían quedado incomunicadas o habían desobedecido la orden de capitulación, continuaron luchando por unos días más.
La ofensiva del 1.er Frente del Lejano Oriente resultó eficaz, y distrajo a muchas unidades enemigas del sector occidental del Frente de Transbaikal. Los japoneses, carentes de tanques y fuego antitanque, no pudieron detener a las unidades acorazadas soviéticas. Los oficiales japoneses habían confiado en la dificultad del terreno, que los soldados de infantería aprovecharían para destruir los tanques en misiones casi suicidas, pero no contaron en la maniobrabilidad de los soviéticos, que les permitió aislar y superar los puntos fuertes de la infantería japonesa. En efecto, los casos de heroísmo y fanatismo japonés en el este de Manchuria fueron cuantiosos, pero improductivos frente a un enemigo con mayor capacidad móvil.

### Noreste de Manchuria
Aunque las acciones del 2.º Frente del Lejano Oriente eran de carácter secundario, comprendían una serie de complejas maniobras y recorrer cientos de kilómetros en un tiempo limitado. El 2.º Ejército de la Bandera Roja y el 15.º Ejército cruzarían el río Amur ayudados por la flotilla del Amur, que les permitiría transportar las tropas. Un importante cuerpo de tiradores, el LVI, invadiría el sur de la isla de Sajalín. Los dos ejércitos soviéticos destinados en Manchuria actuarían por separado, ya que grandes pantanos los separarían además de las estribaciones de las Montañas Jingan.
A la 1 de la madrugada del 9 de agosto, destacamentos de vanguardia y reconocimiento del 15.º Ejército cruzaron el Amur y tomaron las principales islas del mismo, sin contar con respaldo de la artillería. Al alba ya se habían establecido cabezas de playa en la ribera sur del río, que fueron consolidadas y extendidas durante el día. La intensa lluvia convirtió el campo de batalla en un lodazal y complicó la ofensiva soviética. Durante los siguientes dos días, las unidades principales soviéticas cruzaron el Amur lentamente, mientras que al mismo tiempo se terminaba de eliminar los últimos restos de defensas enemigas del sur del río.

## Consecuencias

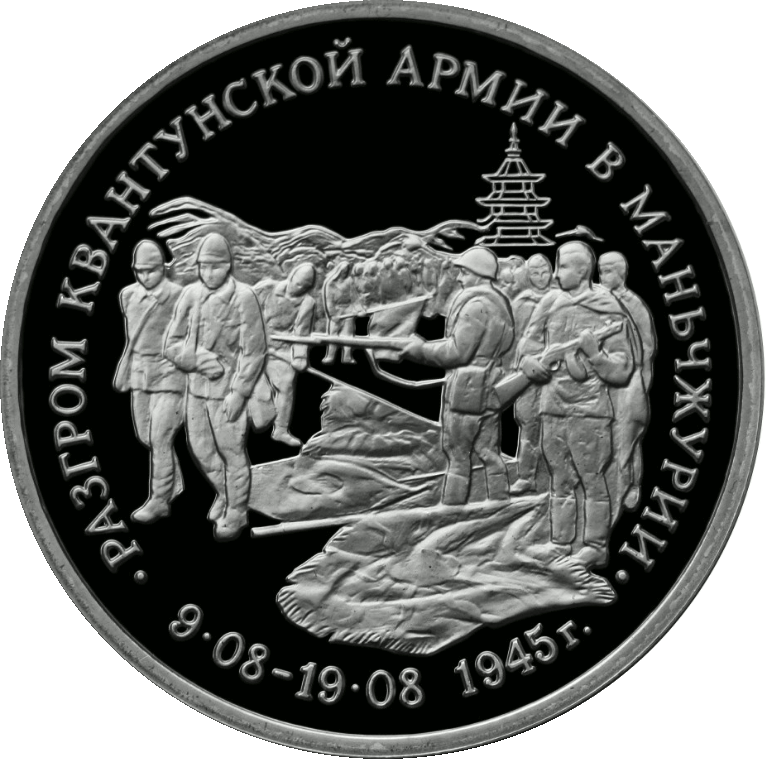
Moneda emitida en la Unión Soviética que celebra el 50 aniversario de la victoria soviética sobre el Imperio del Japón en la Batalla de Manchuria.

El resultado fue el triunfo completo del Ejército Rojo sobre las fuerzas militares japonesas, consolidando con ello la recuperación de la soberanía soviética sobre la  isla Sajalín, las islas Kuriles y la finalización de las pretensiones japonesas sobre la ciudad soviética de Vladivostok. La invasión de Manchuria contribuyó a la rendición de Japón y al final definitivo de la Segunda Guerra Mundial. Además, la ocupación soviética de Manchuria, junto con las porciones norteñas de la península coreana permitió que esas regiones fueran transferidas por la Unión Soviética al control del régimen comunista local. El control de estas regiones por los gobiernos comunistas respaldados por las autoridades soviéticas ayudaría al surgimiento de la China comunista y daría forma al conflicto político de la guerra de Corea.
Varios miles de japoneses que fueron enviados como colonizadores a Manchukuo y Mongolia Interior quedaron atrás en China. La mayoría de los japoneses dejados en China eran mujeres, y estas mujeres japonesas en su mayoría se casaron con hombres chinos y se conocieron como «esposas de guerra varadas» (zanryu fujin). Debido a que tuvieron hijos engendrados por hombres chinos, a las mujeres japonesas no se les permitió traer a sus familias chinas con ellas a Japón, así que la mayoría de ellas se quedaron. La ley japonesa solo permitía que los hijos de padres japoneses se convirtieran en ciudadanos japoneses. La suerte para los varones japoneses no sería tan piadosa; la mayoría serían víctimas de crímenes de odio derivados de un fuerte sentimiento japonés y terminarían siendo asesinados o en el menos peor de los casos siendo hechos prisioneros y condenados a trabajos forzosos. Algunos de los prisioneros militares japoneses, sobre todo los más jóvenes, fueron deportados a Siberia donde de igual forma realizaron trabajos forzosos o serían internados junto con prisioneros alemanes. Pocos serían liberados entre 1948 y 1956, puesto que la mayoría terminarían desaparecidos.

## Nota
1. ↑  El número de tanques proporcionados por la Unión Soviética se consideró demasiado alto en comparación con el número proporcionado por Japón. Fuentes japonesas dijeron que una gran cantidad de tanques eran demasiado viejos para poder luchar, por lo que no fueron contados. Otra fuente soviética afirmó que además de unos pocos que fueron destruidos, después de la guerra sólo se recuperaron 369 vehículos operativos